# Senecio laetus
Senecio laetus là một loài thực vật có hoa trong họ Cúc. Loài này được Edgew. miêu tả khoa học đầu tiên năm 1846.